# Revolting Puppets
Revolting Puppets es una banda de punk formada en Berna, en Suiza, en el año 2014. Los Revolting Puppets son una de las bandas más características de la escena ciberpunk y con una popularidad muy fuerte en Suiza, especialmente en Berna, donde han tocado en algunos de las mayores salas de conciertos como Reitschule.
Dentro de su marcado estilo ciberpunk y la banda ha creado una intrahistoria en torno a ella, y esto se puede apreciar especialmente en su puesta en escena con unos trajes muy particulares, con cascos realizados con elementos electrónicos y gafas con luces. 
La banda tiene un sonido punk clásico se mezcla con toques electrónicos, aunque también añade elementos de noise.

## Estilo

### Estilo musical
Los Revolting Puppets se caracterizan por una mezcla de estilos de una forma muy agresiva, así mientras parece prevalecer una influencia punk, hay muchos efectos puramente electrónicos y muestra también muchas similitudes con el rock. También en algunas canciones se usan efectos de chiptune generando también un sonido estilo retro.
Esta variedad musical también se puede apreciar en sus influencias, ya que la banda cita como inspiración grupos clásicos como Pink Floyd, pero también bandas contemporáneas como Daft punk.

### Universo Revolting Puppets
Los Revolting Puppets han creado un universo paralelo en torno a la banda. En ese universo paralelo, una élite malvada, conocida como el M-Pire dominan todos los aspectos de la sociedad y oprimen a los débiles. Esa visión orwelliana del mundo conecta con nuestro propio mundo, y se usa como una hipérbole de hacia donde puede llegar nuestra sociedad.

No podemos soportar más vivir en este mundo, que el M-Pire ha creado para nosotros. Un mundo, donde la gente vive en celdas doradas, perdiendo cualquier sentido de humanidad. Un mundo tan superficial y vacío, tan frío y tan gris. La humanidad todavía está en pie, pero gente inocente muere y a nadie le importa. Tenemos que traer de vuelta aquello que nos conmovía el corazón. Aquello que nos hacía pensar, triste, enfadado. Aquello que nos provocaba, nos dio una una perspectiva,
Revolting Puppets Manifesto

Esta visión claramente ciberpunk es un símbolo de la implicación social de la banda, con frecuentes alusiones políticas en sus conciertos y también con algunas canciones como Dear MTV, abiertamente crítica con la evolución de selección musical de la MTV que se compara con la decadencia de la sociedad moderna.  